# Sinilabeo laticeps
 Sinilabeo laticeps és una espècie de peix cipriniforme de la família dels ciprínids que es troba a la conca del riu Mekong a Yunnan (Xina).